# Garretson
Garretson ist eine Kleinstadt (mit dem Status „City“) im Minnehaha County im US-amerikanischen Bundesstaat South Dakota. Das U.S. Census Bureau hat bei der Volkszählung 2020 eine Einwohnerzahl von 1228 ermittelt.
Garretson ist Bestandteil der Metropolregion um die Stadt Sioux Falls und liegt nur etwa 25 von Beaver Creek an der Grenze zu Minnesota.
Südlich der Stadt befinden sich die Interstate 90 und der Palisades State Park.

## Persönlichkeiten
- Dennis Daugaard (* 1953), Gouverneur
- Clara Halls (1895–1997), Lehrerin und Politikerin